# 차파르 칸

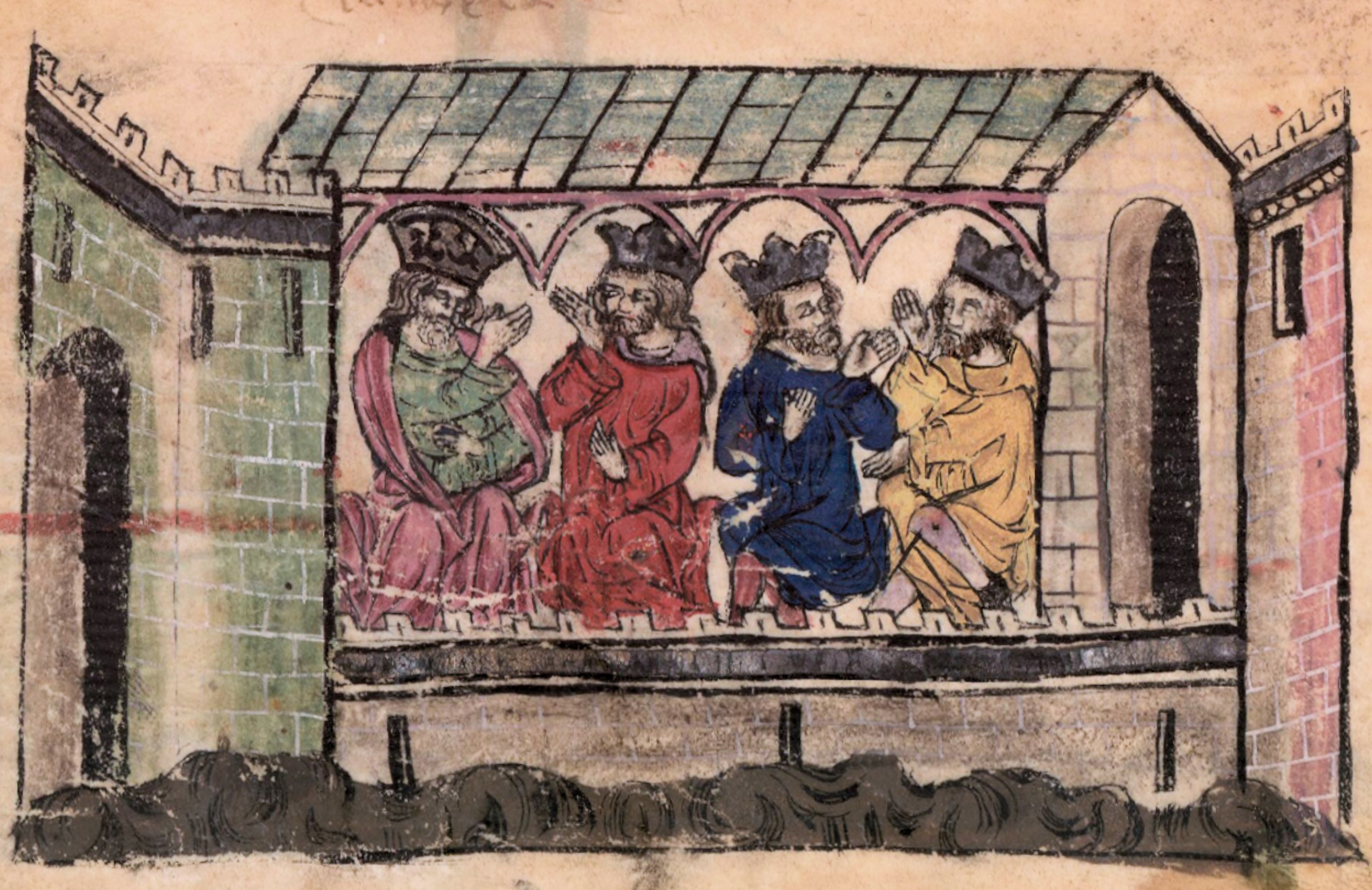
차파르 칸(왼쪽에서 두 번째)

차파르(한국 한자: 察八兒 찰팔아  Čapar, ? ~ 1315년?, 재위: 1301년 ~ 1306년, 1308년 ~ 1310년)는 몽골 제국의 황족이자 카이두의 서출 장남으로, 우구데이 한국의 마지막 칸이었다.
차가타이 한국의 두아의 계략으로 아버지 사후 칸위를 계승하였으나, 그의 기습공격을 당하고 축출됐다. 1308년 세력을 만회하여 차가타이 한국의 콘첵 칸과 교전했으나 패하였다. 이후 혼란을 겪다가 일가를 데리고 원나라로 망명했다. 원 무종이 그에게 상주로와 투하령을 식읍을 주고 초국공에 봉했고, 1315년 원 인종은 그를 여녕왕(汝寧王)으로 봉했다. 페르시아계 사서 집사에는 처피르(چاپار)로 나타난다.

## 생애

### 칸이 되기 이전
오고타이 한국의 칸이자 쿠빌라이 카안과 대칸위를 놓고 다투던 카이두의 아들이었으나, 그는 카이두의 서장자였다. 칭기즈 칸의 4대손으로, 오고타이 칸의 증손이며, 조부는 일찍 죽은 카시였다. 생년월일에 대한 기록은 나타나지 않는다.
차가타이 한국의 바락이 죽어도 카이두는 살아있었고, 그는 차가타이 칸국의 칸을 마음대로 바꾸었다 쫓아냈다를 반복하고는 했으며, 이 와중에 죽어나는 건 일 칸국의 침공의 직격탄을 받은 부하라의 주민들이었다.(1273년) 카이두는 결국 두아를 차가타이 칸국의 칸으로 세우는데(1274년) 두아는 호랑이 새끼나 다름 없었다. 처음에 두아 칸은 카이두의 명에 따라 하라는 궂은 짓은 모두 성심성의껏 수행했다.
카이두는 죽기 전에 자신의 차남인 오르스를 후계자로 지명했지만 차가타이 칸국의 두아는 이를 무시하고 카이두의 장례식을 주재, 여기에서 탈라스 방면에 주둔하고 있던 차파르를 차기 우구데이 칸국의 칸으로 선포했다. 우구데이 가문 중 카이두의 유언을 따라 오로스를 지지하는 일파들은 차파르의 칸위 계승을 반대했다. 1303년에 두아는 카이두의 서출 장남인 차파르를 정식 우구데이 칸국의 칸으로 옹립하였다. 1301년 아버지의 죽음 이후 그는 카이두의 후계자로 선언한 동생 오르스와 누이 후툴룬차(투란도트 공주의 원형)와 함께 권력투쟁에 뛰어들었다. 
카이두의 가신인 두아의 지원 하에 차파르는 1303년 5월 혹은 6월 에밀 강변에서 칸으로 공식 즉위하였다. 두아의 의도대로 우구데이 칸 집안에 갈등이 생겼다.

### 오고타이한국의 칸
차파르의 즉위에 오루스, 귀위크 칸의 후손 토크메르와 쿠툴룬 등은 이의를 제기하였다. 즉위한 지 얼마 안 되어 차파르는 차가타이 한국의 칸 두아와 대립하였고, 1306년에 두아의 군대와 원나라의 지원군에게 협공을 받았다. 양국 군대의 압박을 버티지 못한 차파르는 두아에게 항복했고 두아는 원나라와 함께 우구데이 칸국의 영토를 나눠가졌다. 그로부터 4년이 지난 1310년, 차파르는 다른 우구데이계 왕자들인 오르스, 얀기차르, 투그메와 함께 반란을 일으켰지만 진압당하고 나서 원나라로 망명했다. 차파르가 원나라로 망명하면서 우구데이 가문은 사실상 몰락하고 말았다.
두아는 원나라와의 싸움에서 카이두에 적극적으로 협조했으나, 카이두의 사후 본격적으로 본색을 드러냈다. 그는 카이두의 아들 차파르를 속여(한번 두와가 차파르에게 지자 평화를 맺자고 꼬신 후, 군대를 해산하자마자 공격해버렸다) 결국 오고타이 칸국 내 차파르의 영지인 동투르키스탄 지역을 재정복하고, 차가타이 칸국의 통일을 완수한다.(1306년)
두아는 쿠릴타이를 소집, 차파르를 폐하고 야기차르를 새로운 오고타이 한국의 칸으로 선포했다. 1307년 동생 야기차르는 오고타이 울루스의 새 칸으로 임명되었으나, 1308년 두아 사후 차가타이한국으로부터의 독립을 시도하다가 크게 패한다. 또한 두아는 일리강변 지역은 분할하여, 귀위크 칸의 손자이자 호쿠의 아들 투크메에게 다스리게 했다.

### 중국 망명 생활
그는 동생 오로스, 얀기차르 등과 군사를 이끌고 차가타이 한국으로 쳐들어갔으나, 이들이 이끄는 군대는 알말리크 근처에서 콘첵 칸이 이끄는 차가타이 칸국의 군대와 결전을 벌이다가 대패하였다.
1308년 차가타이 한국에 혼란, 두아의 아들 콘첵이 갑자기 죽고 차가타이의 손자 부리의 손자 나리크가 차가타이 한국의 당주에 취임하면서 차가타이 집안에서 내분이 일어났다. 차파르는 복권을 시도, 다음 1309년 나리크가 취중에 암살된 후, 차파르는 자신의 동생 오로스와 야기차르, 투그메 등을 이끌고 거병하였다. 차파르는 콘첵 칸의 죽음으로 다시 차가타이 한국을 쳐들어갔으나 두아의 다른 아들 케베크를 지지하는 동생 샤와 차가타이 집의 여러 왕족의 군대에 격퇴당해, 차파르는 가족, 측근들을 이끌고 원나라로 망명했다.
원 무종 카이산은 그에게 강소성 상주로(常州路, 현 창저우)와 투하령(投下領) 일대를 식읍으로 내려주고 초국공(楚国公)에 봉하였다. 1315년 4월 29일 원 인종 아유바르와다는 그에게 여녕왕(汝寧王)의 작위를 주고 그해 5월 왕부를 설치해 주었다. 
원사에는 그가 여녕왕을 받은 것과 그 뒤에 사망한 것으로 나타난다. 그가 여녕왕 작위를 받은 그해에 사망했는지, 그 이후에 사망했는지는 불분명하다.

### 사후
차파르의 여녕왕 작위는 올제이테무르(完者帖木兒)에게 상속되었다가, 올제이테무르의 아들 쿠랄타이(忽剌台)가 킵차크 출신 엘테무르에 의해 몰락하고, 이수데르에게 살해될 때까지 작위가 이어졌다. 정확한 사망 시점은 전하지 않는다. 그의 사후 7년간 차파르의 자손들은 오고타이 울루스의 옛 영지를 회복하려 시도했으나 실패했다 한다.

## 같이 보기
- 오고타이 한국
- 다니시멘지

| 전임 아버지 카이두 | 제4대 우구데이 한국의 칸 1301년 ~ 1306년 | 후임 동생 야기차르 |

| 전임 동생 야기차르 | 제6대 우구데이 한국의 칸 1308년 ~ 1310년 | 후임 (왕조 멸망) |